# Freden i Fredrikshamn
60°34′N 27°11′Ø / 60.567°N 27.183°Ø
Freden i Fredrikshamn (finsk: Haminan rauha) var en fredsaftale mellem Sverige og Det russiske kejserdømme, undertegnet den 17. september 1809. Fredsaftalen afsluttede krigen om Finland og både forhandlinger og undertegnelse skete i den nuværende finske by Fredrikshamn (finsk: Hamina). Rusland blev repræsenteret ved Nikoláj Rumjántsev og David Alopaeus (Ruslands ambassadør i Stockholm), mens Sverige blev repræsenteret ved general Kurt von Stedingk, tidligere svensk ambassadør i Skt. Petersburg og oberst Anders Fredrik Skjöldebrand.
I henhold til aftalen måtte Sverige afgive dele af landskabet Lapland og Västerbotten (øst for Torne älv og Muonio älv), Åland og alle landskaber øst for disse. De afståede områder kom til at danne Storfyrstendømmet Finland og blev i 1812 tillagt Vyborgs län, som Rusland havde erobret i 1700-tallet. Sammen med Borgå lantdag og Alexander 1.s ed dannede freden i Fredrikshamn grundstenene for det selvstyrende Storfyrstendømme Finland med egen administration og egne institutioner og lagde derved grunden for den udvikling, som ledte til opblomstringen af finsk kultur, til lige rettigheder for det finske sprog og endelig i 1917 til Finlands selvstændighed.
Traktaten fik en henvisning til tsar Alexanders løfte om at beholde gamle love og privilegier i Finland, men aftalen gav ingen formelle garantier vedrørende indbyggernes juridiske stilling, da de russiske forhandlere afviste dette, og de svenske forhandlerne var ikke i en position til at afkræve sådanne. Tilsvarende formuleringer var normale i fredsaftaler, men det var også almindeligt, at de blev overtrådt. Under russificeringsperioden 90 år senere hævdede den russiske regering, at aftalen ikke blev brudt, og at ingen udenforstående magt derfor kunne intervenere, sagen angik kun tsaren, som havde afgivet det oprindelige løfte.
Under forhandlingerne forsøgte de svenske udsendingene at sikre Åland for Sverige.